# 虎渓大橋
虎渓大橋（こけいおおはし）は、岐阜県多治見市の土岐川に架かる、国道19号（多治見バイパス）の橋である。
橋の命名は一般公募によって行われ、近くの虎渓山（永保寺、虎渓公園などがある山）に由来する。

## 概要
- 供用：1971年（昭和46年）3月
  - 当初は2車線。1975年（昭和50年）3月に4車線化。
- 延長：263.7 m
- 幅員：17.0 m （車道4車線 + 両側に幅1.5 mの歩道）
- 区間：岐阜県多治見市生田町 - 多治見市上山町

## 隣の橋
（上流） 土岐大橋（国道19号） - 土岐川橋（東海環状自動車道） - 土合橋 - 虎渓大橋（国道19号） - 記念橋 - 多治見橋（県道15号） - 昭和橋 - 陶都大橋 - 国長橋（国道248号） （下流）